# Louis Gabriel de Contades
Louis Gabriel de Contades, « marquis » de Contades-Gizeux, né à Angers le 11 octobre 1759 et mort à Gizeux le 18 juin 1825, est un officier supérieur de l'armée royale, émigré en 1791, puis maréchal de camp sous l'empire.

## Biographie
Petit-fils de Louis Georges Érasme de Contades, maréchal de France. Fils de Georges-Gaspard de Contades (1724-1794) marquis de Contades et de Julie-Victoire Constantin de la Lorie. Frère puiné d'Érasme Gaspard de Contades, comte de Contades et frère ainé de François-Jules-Gaspard de Contades, vicomte de Contades.

### Ancien régime
Aspirant puis sous-lieutenant au corps royal d'artillerie le 20 avril 1776, capitaine du Piedmont en avril 1778, lieutenant-colonel en 1780, colonel dans la gendarmerie de France en janvier 1784, présenté au Roi à Versailles en 1787 sous le titre de marquis de Gizeux, colonel en second du régiment d'Anjou en mars 1788, puis colonel de ce régiment en mai 1791.

### Émigration
Lors de la Révolution française, il fit partie des émigrés en 1791. Il participa à la campagne de 1792 dans l’armée des princes. En 1794, il émigra à Saint-Domingue, où il commanda une légion de l’armée royale a la solde de l’Angleterre. Le 27 décembre 1795 il est promu maréchal-de-camp.
Il épousa demoiselle Périne-Julie Constantin de La Lorie le 17 octobre 1786. De ce mariage naquirent quatre enfants.
- Camille-Auguste, né le 10 mars 1791, capitaine de chasseurs.
- Julie, née le 24 juillet 1787, mariée à René de la Rue du Can baron de Champchevrier.
- Henriette, née le 19 août 1789, marié au Marquis de Monbrun.
- Aimé, né le 27 juillet 1802, décédé en 1802.

### Premier empire
Chambellan de l'Empereur et baron de l'Empire (1813), il fut aussi lieutenant-général des armées du Roi, maire de Gizeux, conseiller puis président du conseil général d'Indre-et-Loire le 26 juillet 1815.
La famille Contades-Gizeux a une sépulture au Cimetière de Gizeux (37).
Louis Gabriel de Contades-Gizeux est lui inhumé dans l'Église Notre-Dame de Gizeux.

## Décorations
- Chevalier de l'ordre royal et militaire de Saint-Louis.
- Chevalier de la Légion d'honneur le 3 décembre 1809[6].

## Note
Un portrait de Louis Gabriel de Contades, marquis de Contades-Gizeux a été réalisé vers 1790 par l'artiste Louis Léopold Boilly.

## Armoiries
| Figure | Nom du prince et blasonnement                                    |
|        | D'or, à l'aigle d'azur, becquée, languée et membrée de gueules., |